# Larmar Engineering
Larmar Engineering Company Limited ist ein britisches Unternehmen im Bereich Maschinenbau und ehemaliger Hersteller von Automobilen.

## Unternehmensgeschichte
Herr Larcombe gründete 1919 das Unternehmen in Ingatestone. Am 9. Juli 1942 wurde daraus eine Limited. Im Sommer 1946 begann die Produktion von Automobilen. Der Markenname lautete Larmar. 1951 endete die Automobilproduktion.

## Fahrzeuge
Im Angebot standen Kleinstwagen, die speziell für Körperbehinderte gedacht waren. Die Fahrzeuge waren lediglich 80 cm breit. Die Karosserie bestand aus Sperrholz und Aluminium. Sie verfügte über eine Seitentür, einen Sitzplatz, Windschutzscheibe und Verdeck. Ein Einzylinder-Zweitaktmotor von BSA mit 249 cm³ Hubraum und 8 PS Leistung war im Heck montiert und trieb über eine Kette eines der Hinterräder an. Ab 1950 war ein Zweizylinder-Viertaktmotor mit 350 cm³ Hubraum und 10 PS Leistung verfügbar.
Außerdem gab es das Modell Lorret. Dieser Lieferwagen hatte einen Motor mit 490 cm³ Hubraum.
Das Auktionshaus Sotheby’s versteigerte 2013 ein Fahrzeug für 4600 US-Dollar.